# Doug and The Slugs
Doug and The Slugs son un grupo canadiense de música pop formado en 1977 en Vancouver. La banda tuvo en los años 80, numerosos sencillos en las listas de éxito de su país, destacando "Too Bad" (1980), "Who Knows How To Make Love Stay" (1982), "Making It Work" (1983) y "Tomcat Prowl" (1988). La canción "Too Bad" fue utilizada como sintonía de la serie The Norm Show, de la cadena estadounidense ABC, protagonizada por Norm Macdonald.

## Historia
Doug and The Slugs fue formada en Vancouver en 1977 por Doug Bennett, natural de Toronto, quien había ejercido como diseñador gráfico en su ciudad natal antes de mudarse a Vancouver a mediados de los años 70. Bennett ejerció como compositor, vocalista y líder de la banda. En 1978, la formación se completó con los guitarristas Richard Baker y John Burton, el tecladista Simon Kendall, el bajista Steve Bosley y el batería John "Wally" Watson.
En sus inicios, Doug and The Slugs tuvieron problemas para que los dueños de los clubes los contrataran debido a su nombre. Tras participar sin demasiado éxito en una batalla de bandas en Vancouver, Bennett, lejos de desanimarse, centró sus esfuerzos en ir creando una red de fieles seguidores a través de la organización de bailes en salones comunales. La banda también organizó un festival de baile al aire libre conocido como "Slugfest."
La banda logró un sólido seguimiento en el área de Vancouver a través de constantes presentaciones en vivo. Decididos a ejercer el control sobre su propia música, fundaron su propio sello discográfico, Ritdong Records y llegaron a un acuerdo de distribución RCA Records. Su sencillo de debut "Too Bad" fue publicado en febrero de 1980 y alcanzó el top 10 de las listas de éxitos canadienses y fue nominado a varios Premios Juno. La canción fue usada a finales de los años 90 como sintonía de la serie The Norm Show. Ese mismo año, el mánager de la banda, Sam Feldman, hipotecó su casa para sufragar el coste de producción del primer álbum de la formación, Cognac & Bologna, grabado en los Metalworks Studios de Mississauga, Ontario.
Durante la década de 1980, se sucedieron la publicación de álbumes y sencillos. Su álbum más exitoso fue Music For The Hard Of Thinking, which de 1982, que alcanzó el puesto 22 en las listas canadienses y del que se extrajeron dos sencillos que fueron top 40; "Who Knows How To Make Love Stay" y "Making It Work". Sin embargo, el éxito internacional no acabó de llegar y RCA canceló su acuerdo de distribución con Ritdong Records en 1984, tras la publicación del disco de grandes éxitos Ten Big Ones. La banda firmó un nuevo acuerdo de distribución con la discográfica A&M Records, con la que publicaron dos álbumes; Popaganda en 1984 y Tomcat Prowl en 1988, así como el álbum en solitario de, Doug Bennett, Animato, en 1986. El sencillo de 1988 "Tomcat Prowl" fue el último éxito de la banda, llegando al puesto 23 de las listas canadienses.
Doug and The Slugs publicaron su último álbum en 1992, Tales From Terminal City, que no alcanzó el éxito esperado, tras lo cual varios de sus componentes abandonaron la formación. Kendall dejó la banda en 1994. Tras ello, Bennett continuó actuando bajo el nombre de Doug and the Slugs con otros músicos. La formación original de los Slugs se reunió de nuevo con Doug en 2003 para realizar dos conciertos conmemorativos en Vancouver por el 25 aniversario de la banda.
Bennett reconoció el hecho de que era un gran bebedor. Finalmente todos sus años excesos comprometieron su salud y falleció de una cirrosis hepática en octubre de 2004.

## Discografía

### Álbumes
- 1980 - Cognac and Bologna
- 1981 - Wrap It!
- 1982 - Music for the Hard of Thinking
- 1984 - Popaganda
- 1984 - Ten Big Ones (Recopilatorio)
- 1986 - Animato (Doug Bennett en solitario)
- 1987 - Doug and the Slugs (Recopilatorio publicado sólo en Estados Unidos)
- 1988 - Tomcat Prowl
- 1992 - Tales from Terminal City
- 1993 - Slugcology 101 (Recopilatorio)